# Zgornje Duplice
Zgornje Duplice (Duits: Oberduplitz) is een plaats in Slovenië en maakt deel uit van de gemeente Grosuplje in de NUTS-3-regio Osrednjeslovenska. De plaats telde 39 inwoners op 1 januari 2020.